# Rotorua
Rotorua é uma cidade da Nova Zelândia, situada na ilha norte. Tem 53 000 habitantes, dos quais um terço são maoris. Essa cidade é conhecida por estar localizada numa área de grande actividade geotermal, com muitos gêiseres (Pohutu geyser, em Whakarewarewa, com 20m), fumarolas, nascentes termais de água quente e lagoas da lama quente.
Rotorua tem um odor característico devido à grande concentração de enxofre originada do vulcão próximo, que segundo alguns nativos ainda está em atividade. O pH dos lagos quentes em torno desse vulcão varia entre 2,7 e 7,8. 

## Clima
| Gráfico climático para Rotorua                 | Gráfico climático para Rotorua | Gráfico climático para Rotorua | Gráfico climático para Rotorua | Gráfico climático para Rotorua | Gráfico climático para Rotorua | Gráfico climático para Rotorua | Gráfico climático para Rotorua | Gráfico climático para Rotorua | Gráfico climático para Rotorua | Gráfico climático para Rotorua | Gráfico climático para Rotorua |
| ---------------------------------------------- | ------------------------------ | ------------------------------ | ------------------------------ | ------------------------------ | ------------------------------ | ------------------------------ | ------------------------------ | ------------------------------ | ------------------------------ | ------------------------------ | ------------------------------ |
| J                                              | F                              | M                              | A                              | M                              | J                              | J                              | A                              | S                              | O                              | N                              | D                              |
| 106 23 13                                      | 111 23 13                      | 130 21 11                      | 111 18 9                       | 119 15 6                       | 149 13 4                       | 135 12 3                       | 158 13 4                       | 135 15 6                       | 127 17 8                       | 115 19 10                      | 136 21 11                      |
| Temperaturas em °C • Precipitações em mmFonte: |                                |                                |                                |                                |                                |                                |                                |                                |                                |                                |                                |

## Galeria

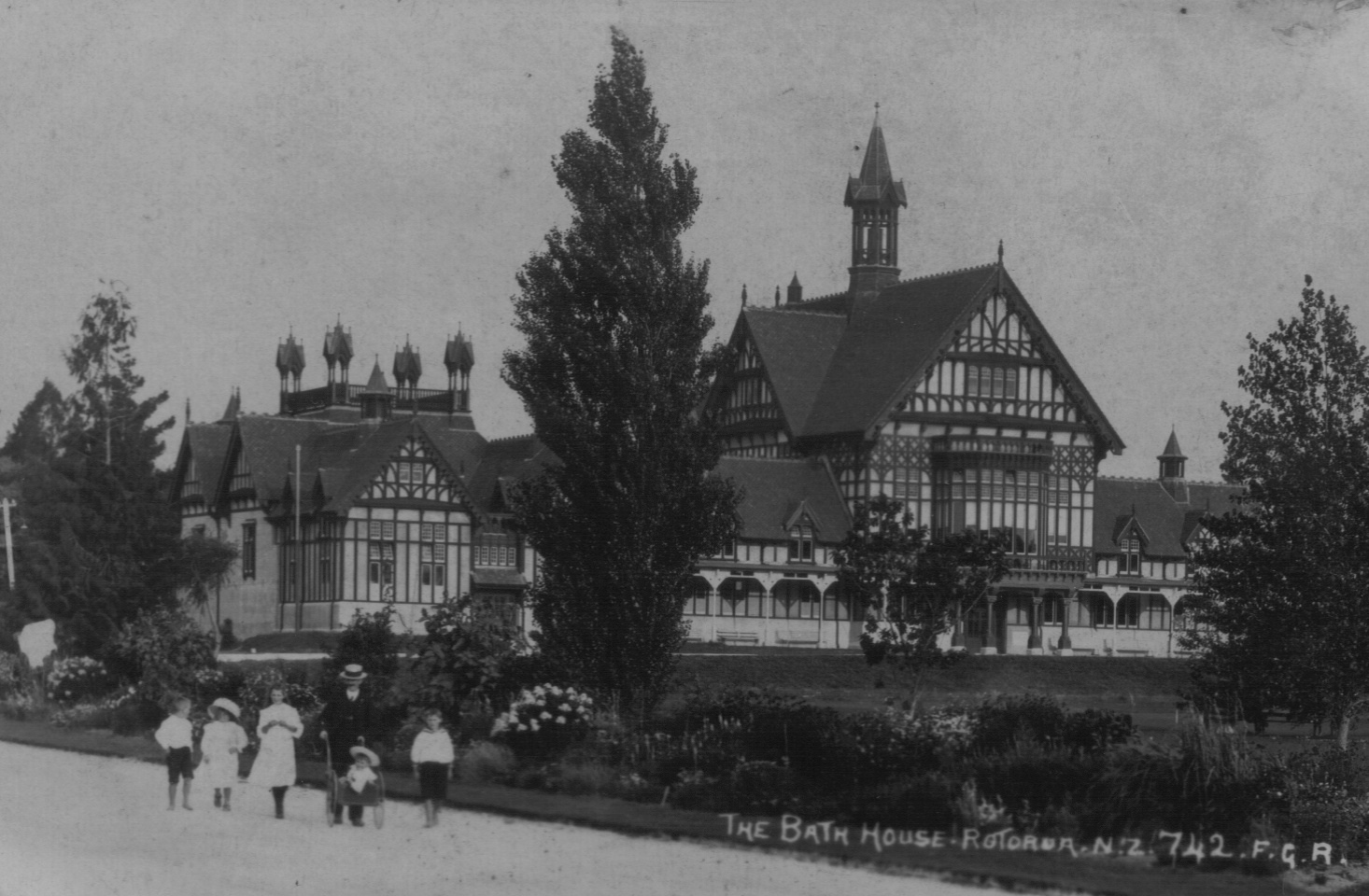
A Bath House no início do séculoXX